# A Woman Scorned (film 1910)
A Woman Scorned è un cortometraggio muto del 1910 diretto da Lewin Fitzhamon.

## Trama
Un marito geloso cerca di annegare il bambino del suo rivale, ma il piccolo viene salvato da un cane bulldog.

## Produzione
Il film fu prodotto dalla Hepworth.

## Distribuzione
Distribuito dalla Hepworth, il film - un cortometraggio di 152 metri - uscì nelle sale cinematografiche britanniche nel novembre 1910.
Si conoscono pochi dati del film che, prodotto dalla Hepworth, fu distrutto nel 1924 dallo stesso produttore, Cecil M. Hepworth. Fallito, in gravissime difficoltà finanziarie, il produttore pensò in questo modo di poter almeno recuperare il nitrato d'argento della pellicola.